# Justo Sierra Méndez
Justo Serra Méndez (San Francisco de Campeche, Campeche, 26 de janeiro de 1848; Madri, 13 de setembro de 1912) foi um escritor, historiador, jornalista, poeta e político mexicano, discípulo de Ignacio Manuel Altamirano. Foi decidido promotor da fundação da Universidade Nacional de México, hoje Universidade Nacional Autónoma de México (UNAM). Conhece-se-lhe também como "Mestre de América" pelo título que lhe outorgaram várias universidades de América Latina. É considerado um das personagens mais influentes da história moderna de México.

## Biografia
Nasceu em San Francisco de Campeche filho de Justo Serra Ou'Reilly, eminente novelista e historiador, e de Doña Concepção Méndez Echazarreta, filha de Santiago Méndez Ibarra, quem jogou um papel importante na política yucateca do século XIX. À morte de seu pai (1861), sendo quase um menino, Justo Serra Méndez transladou-se primeiro à cidade de Mérida, depois a Veracruz e por último à Cidade de México onde, após brilhantes estudos, se relaciona com os melhores poetas e literatos desse tempo, entre outros com Ignacio Manuel Altamirano, Manuel Acuña, Guillermo Prieto, Luis G. Urbina, poetas da Revista Azul e da Revista Moderna. Foi irmão de Santiago, jornalista e poeta e quem fosse assassinado por Ireneo Paz em duelo armado em 1880 em presença do mesmo Justo, e de Manuel José, político. Assistiu a uma reunião na que estavam alguns dos mais consagrados escritores daquele tempo. A velada teve lugar em casa de dom Manuel Payno; estavam aí, entre outros, Guillermo Prieto, Ignacio Ramírez e Vicente Riva Palácio. Diz dom Agustín Yáñez: "desde aquela velada, Serra ocupou um lugar de preferência nos cenáculos, comemorações e redacções literárias; foi a sensação do momento na tribuna nos dias clássicos da pátria; numa juventude que se consagrou à literatura, Serra incursionó no relato, no conto, a novela e o teatro."

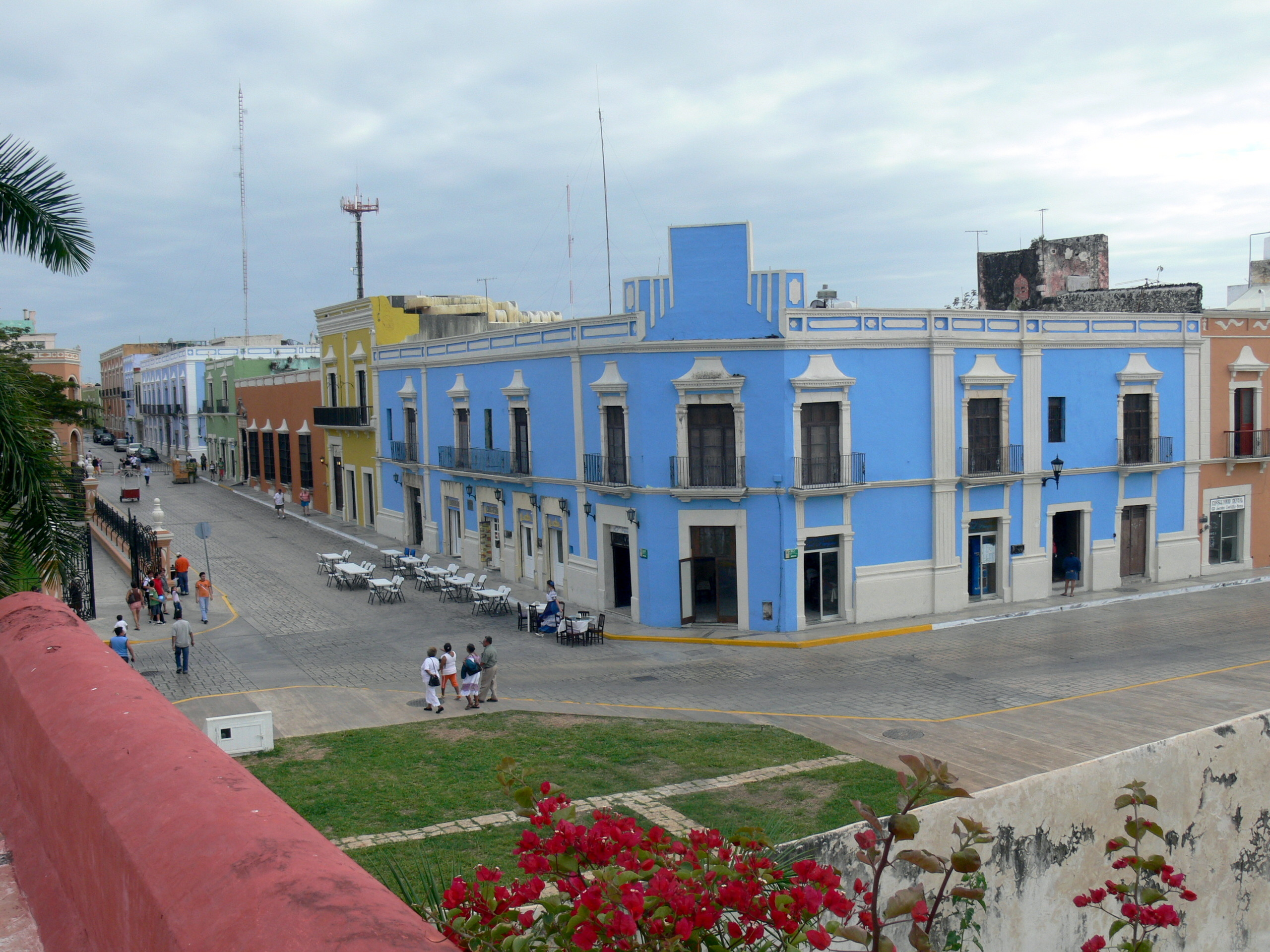
Casa natal de Justo Serra Méndez em San Francisco de Campeche.

Alguns de seus poemas de juventude se publicaram no jornal O Globo, e se deu a conhecer com sua famoso poema "Playera"; a partir de 1868 publicou seus primeiros ensaios literários; no Monitor Republicano iniciou suas "Conversações do Domingo", artigos de actualidade e contos que depois seriam recolhidos no livro Contos românticos; publicou na revista O Renacimiento sua obra O Ángel do Porvenir, novela de folletín que não teve maior impacto. Escreveu também no El Domingo, no El Siglo Diez y Nueve, A Tribuna, na La Libertad, da que foi seu director e no El Federalista. Assim mesmo, publicou no El Mundo seu livro Em Terra Yankee. Abordou ademais o género dramático em sua obra Piedade.
Em 1871 recebeu-se de advogado. Várias vezes deputado ao Congresso da União, lançou um projecto que seria aprovado em 1881 e que dava à educação primária o carácter de obrigatória. Nesse mesmo ano apresentou um projecto para fundar a Universidade Nacional de México que não prosperou, demoraria no entanto 30 anos para o ver realidade. Desde 1892, expôs sua teoria política sobre a “ditadura ilustrada”, pugnando por um Estado que teria de progredir por médio de uma sistematização científica da administração pública; em 1893 disse aquela célebre frase: "o povo mexicano tem fome e sejam de justiça". ("México é um povo com fome e sejam. A fome e a sejam que tem, não é de pan; México tem fome e sejam de justiça"). Em 1901 transladou-se a Madri com o objeto de participar no Congresso Social e Económico Hispanoamericano; foi nesta ocasião que conheceu a Rubén Darío em Paris. Presidiu a Academia Mexicana, correspondente da Espanhola. Influiu também nos escritores Luis González Obregón e Jesús Urueta.

## Obras

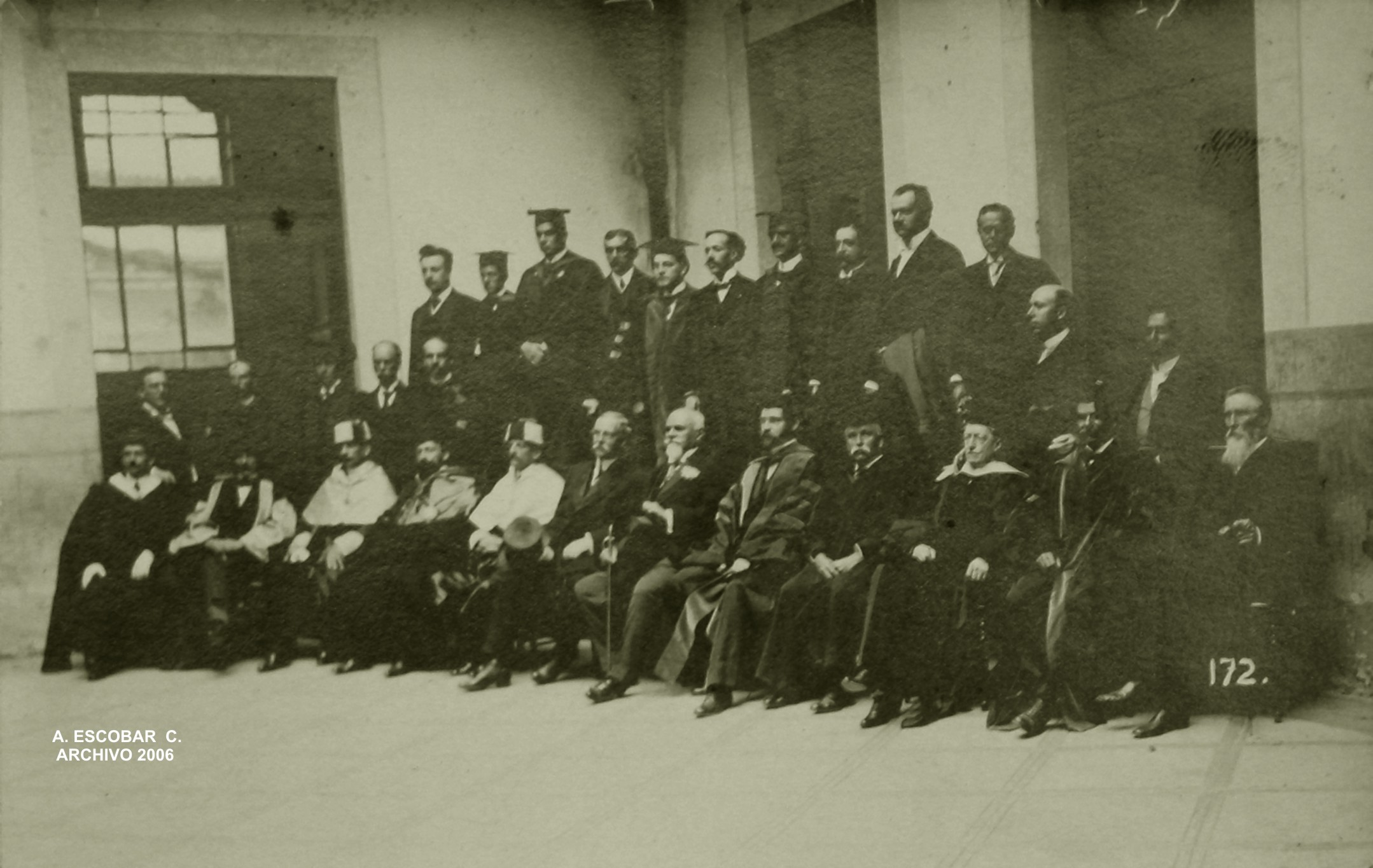
Festas do Centenário 1910.

Escreveu também vários livros de história para a educação primária e para a leitura de temas públicos. Dirigiu a publicação de México, sua Evolução Social, (1900 -1902) e da "Antología do Centenário", (1910). Em colaboração com Manuel Gutiérrez Nájera, Francisco Sosa e Jesús E. Valenzuela criou a Revista Nacional de Letras e Ciências onde se publicou seu livro A evolução política do povo mexicano. Outro de seus mais importantes livros é Juárez, sua obra e seu tempo, a sirena e outros contos.
Em matéria educativa ele trabalhou pela autonomia dos Jardins de Meninos, o progresso do magisterio e a nível superior, a reordenação das carreiras de Medicina, Jurisprudencia, Engenharia, Belas artes e Música, bem como a promoção da Arqueologia, de um sistema de universidades em província, de uma universidade para maestros, o otorgamiento de desjejum escoares e um sistema de bolsas para os alunos destacados. Esforçou-se por que o método educativo a aplicar ensinasse a pensar e não a memorizar. "É a educação" dizia "a que gera melhores condições de justiça; educar evita a necessidade de castigar".
Foi também Ministro do Suprema Corte de Justiça de México em 1894, da que chegou a ser Presidente. Ocupou posteriormente importantes cargos no gabinete porfirista como Subsecretario de Justiça e Instrução Pública e Ministro de Instrução Pública e Belas Artes, entre os anos de 1901 e 1911. (A sua iniciativa criou-se em 1905 a Secretaria de Instrução Pública e Belas Artes, sendo nomeado o primeiro titular dela.) Contando com a carteira deste ministério pôs em prática para 1905 seu almejado projecto: dar à educação primária o carácter de nacional, integral, laica e gratuita. No político soube ser amigo de Porfirio Díaz sem ser seu adulador e Díaz respeitou-o sempre como a um homem superior. No económico achava que a geração da riqueza devia estar unida a uma responsabilidade social. As empresas, dizia, "deveriam ser as primeiras em promover capacitação e educação e os grandes favorecidos da fortuna, os primeiros obrigados a sustentar centros de investigação, ensino, cultura e belas artes".
Poesias, contos, novela, narrações, discursos, doutrinas políticas e educativas, viagens, ensaios críticos, artigos jornalísticos, epístolas, livros históricos e biográficos, formam o valioso material da obra de Justo Serra Méndez. Seu epistolario era para ele o mais avaliado.
Suas Obras completas, publicadas pela UNAM em 1948 e reeditadas em 1977, constam de quinze tomos. (Dirigida por Agustín Yáñez, quem também preparou uma excelente biografia no 1.er. Tomo. Introdução e notas de José Luis Martínez.)

## Ocaso e morte
Tempo dantes do triunfo da Revolução  Justo Serra Méndez renunciou ao ministério de Instrução Pública e Belas Artes, e foi substituído por Jorge Lado Estañol. Dois anos depois, o presidente Francisco I. Madero nomeou-o Ministro Plenipotenciario de México em Espanha. Morreu pouco depois em Madri, o 13 de setembro de 1912. Seu cadáver foi trazido a México no trasatlántico Espanha, tendo sido homenageado em todo o trajecto e foi sepultado com honras no Panteón Francês.
Em 1948, no centenário de seu nascimento, a iniciativa da Universidade de Havana junto com outras universidades do continente, a UNAM declarou-o Maestro de América, editaram-se suas obras completas em 15 tomos e seus restos foram transladados à Rotonda das Pessoas Ilustres, criada em 1880 depois de sua própria iniciativa. Por decreto presidencial, o 26 de maio de 1999 inscreveu-se seu nome com letras de ouro no muro de honra do Palácio Legislativo de San Lázaro.

## Família

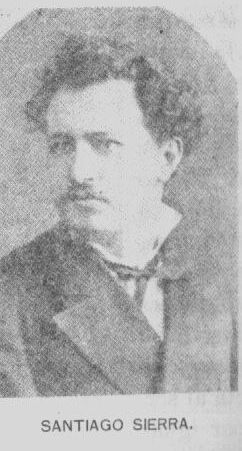
Santiago Serra Méndez (irmão).

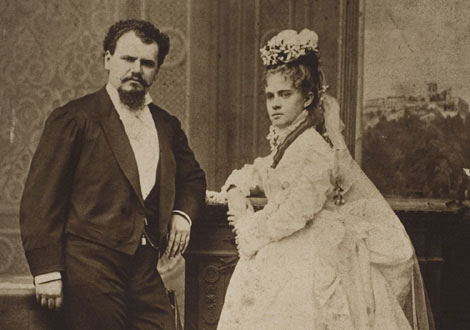
Em 1874 casou-se dom Justo Serra Méndez com doña Luz Mayora e Carpio.

Os irmãos de Justo Serra foram María Concepção, nascida em Mérida, María Jesús, Santiago e Manuel José, nascidos em San Francisco de Campeche. Santiago foi também poeta e jornalista.
Em 1874, Justo Serra contraiu casal com doña Luz Mayora Carpio, com a que teve vários filhos: Luz (1876), Justo (1878), Concepção (1880), María de Jesús, Manuel, Santiago e Glória, que morreu a curta idade. Seu filho Manuel foi deputado, diplomata e autor do livro Tratado de direito internacional público. Santiago foi director de cinema. Concepção foi presidenta das Damas Voluntárias da Cruz Vermelha mexicana durante 40 anos, de 1924 a 1964 quando morreu.
Entre seus descendentes encontram-se o embaixador Justo Serra Casasús, o engenheiro Javier Barros Serra, reitor da UNAM; a historiadora Catalina Serra Casasús e o cientista Manuel Peimbert Serra. Afirma-se que o casal de dom Justo e doña Luz (a quem apodaba "Güera") foi bem avenido e feliz. Sobre sua mulher, escreveu: "Uma das pérolas de nossa sociedade, formosa como o primeiro sonho da juventude, de atitude modesta e de finas maneiras." Pouco dantes de sua morte, escreveu: "Pede-lhe a Deus que quando eu sucumba nos conceda que baixe tua alma boa a dissipar a noite de minha tumba..."

Em 1919 concedeu-se-lhe a sua viúva uma pensão de 300 pesos mensais "para honrar a memória do insigne educador".